# Wilhelm Koner
Wilhelm Koner né le 6 juillet 1817 à Berlin où il est mort le 29 septembre 1887, est un géographe, philologue et historien prussien. 
Une île du Svalbard porte son nom.

## Biographie
Il est dès 1850 gardien de la bibliothèque universitaire de Berlin. En 1873, il est nommé directeur de la bibliothèque royale de Berlin. 
Il est l'éditeur de la Zeitschrift für Allgemeine Erdkunde de 1853 à 1865. 
On lui doit un Manuel d'archéologie grecque et romaine publié en 1862 ainsi que des recherches sur les fonds documentaires de l'Allemagne.